# Čistá (film)
Čistá (v anglickém originále Pure) je britský dramatický film z roku 2002. Režisérem filmu je Gillies MacKinnon. Hlavní role ve filmu ztvárnili Molly Parker, Harry Eden, David Wenham, Keira Knightley a Vinnie Hunter.

## Obsazení
| Molly Parker     | Mel        |
| Harry Eden       | Paul       |
| David Wenham     | Lenny      |
| Keira Knightley  | Louise     |
| Vinnie Hunter    | Lee        |
| Marsha Thomason  | Vicki      |
| Geraldine McEwan | Nanna      |
| Karl Johnson     | pradědeček |